# 盧鈵欽

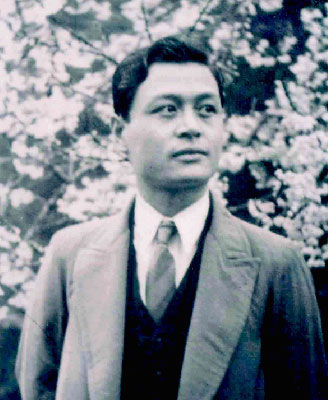

盧鈵欽（1912年—1947年3月25日），是一位出身臺灣嘉義市的政治運動者、牙醫師及二二八事件受難者。

## 生平
早年，盧鈵欽就前往廣東求學。1926年底，他與張深切、張月澄、郭德金等20多位在廣州留學的臺灣籍學生發起成立「廣東臺灣學生聯合會」；國立中山大學校長戴季陶、黃埔軍校政治部主任孫鈵文及中國國民黨多位省、市黨部主任委員都應邀參加成立大會。1927年初，該組織更進一步籌組成立「廣東臺灣革命青年團」，以成為臺灣留學生的重要抗日團體，並獲國民黨內重要成員支持。同年4月，蔣中正開始主導清黨，該團體被視為左傾團體，並於6月遭廣州當局命令解散；同時，臺灣當局也開始密切關注該團體，並於同年8月6日起趁其成員暑假返鄉時予以逮捕，盧鈵欽隨後也遭逮捕。
1928年2月21日，當局宣告偵辦結束，盧鈵欽等人被依觸犯《治安維持法》判處有期徒刑1年並緩刑4年。此後，盧鈵欽前往日本入東京齒科專門學校就讀，並於畢業後返鄉開設「民生齒科」醫院。
終戰後，除經營齒科醫院外，他更積極投入於政治活動；他加入三民主義青年團並擔任其嘉義分團的書記。1946年2月至3月間，他又當選區民代表，並隨後在嘉義市東門區競選市參議員，以該選區第三高得票數同潘木枝及許世賢當選。從政期間，他曾質詢及批評當局的施政與作為。
二二八事件蔓延當地後，嘉義市陷入無政府狀態，盧鈵欽有感市民安全受嚴重威脅，因而電話聯絡達邦鄉長高一生選派人員下山支援，湯守仁隨後率領族人攜帶武器下山協助，並造成國軍部眾被圍困於水上機場要塞。後來，他被推選為代表前往當地與軍方進行談判，但遭對方禁錮並刑求。不久，他同陳復志、潘木枝、陳澄波、柯麟等人在未經司法審判情況下遭綑綁押送至嘉義市區遊街示眾，再公開槍決於嘉義車站前。

## 遺書
|  | 親愛的秀媚妻： 終於明天將往「他世」，「今世」帶給妳很多困擾和辛勞，謝謝妳了。來世一定會報答妳 ，只耽心孩子們的未來。此事請妳也轉達「滄海」。 其次有關葬儀，很簡單即可。不要「道士」超渡。葬費縮在三千元範圍內。 再者有關「債務」，…… 中央工務所王君支票二萬元託存於「文欽兄」那邊。向文欽兄借 二千元。另現金一千二百餘元連同遺書，請妳收下。 人在世難免一死，請妳多保重，為了孩子堅強活下去，我在黃泉祈福你們。至於家產，一 任妳處理，可向姊姊討教，該處理就處理。 我這一生唯一遺憾的是，未盡丈夫之責，好好愛妳，但這是「宿命」，無可奈何！我將深 深、緊緊擁抱深愛的妳身影離別今世。 放心不下的是可愛的孩子們，「明彥」太過「憨厚」，請妳給他正確的「為人處事」教育和機會。 請大家多多保重，我之所以不願逃亡，完全是為了妳，為了孩子們，雖然自認傻瓜加笨蛋 ，但「摯愛」是可以超過一切的！ 另者請代我向許兄道謝，他給我難忘的「美餅」。 我將升天為「神」，最後我鈵欽向妳表白「今世有緣擁妳為妻，是我最大的滿足」。臨別戚戚，珍重道別！ 再三叮嚀，千萬勿為我而哭泣。 你的鈵欽 |

（页面存档备份，存于）

## 語錄
- 「我絶對不能出賣自己的民族。」[1]
- 「我在這裏向您跪向您拜，拜託您幫我扶養孩子成人。」[1]